# Phil Scott
Phillip "Phil" Scott (ur. 4 sierpnia 1958) – amerykański polityk, członek Partii Republikańskiej. W latach 2001–2011 zasiadał w Senacie – wyższej izbie stanowego parlamentu. W 2010 roku został wybrany na zastępcę gubernatora Vermontu. Ponownie na to stanowisko był wybierany w 2012 i 2014 roku.
W 2016 roku Scott wystartował w wyborach na urząd gubernatora Vermontu. W wyborach ogólnych pokonał kandydatkę Demokratów Sue Minter 53%-44%. Na 82. gubernatora został zaprzysiężony 7 stycznia 2017. Jego kadencja potrwa 2 lata.